# Łachta Centr
Łachta Centr (ros. Лахта Центр, nieoficjalnie Лахта-центр lub Лахта центр) – kompleks budynków o przeznaczeniu biurowo-usługowym budowany w Petersburgu w Rosji, zaprojektowany przez rosyjską pracownię Gorproekt CJSC oraz brytyjską pracownię architektoniczną RMJM, przyszła siedziba główna Gazpromu. Wieżowiec kompleksu jest najwyższym budynkiem w Rosji i Europie oraz drugą pod względem wysokości budowlą w Europie (po wieży telewizyjnej Ostankino). 24 grudnia 2018 roku Łachta Centr przeszedł certyfikację w oparciu o kryteria w zakresie ochrony środowiska na LEED Platinum.
Data otwarcia kompleksu będzie ustalona po zakończeniu prac wykończeniowych i zagospodarowania. Budowę dróg dojazdowych do Łachta Centr planowano zakończyć do końca 2020 roku. Zagospodarowanie nabrzeży planuje się zakończyć do końca 2020 roku. Koszt budowy wyniósł ponad 1,8 miliarda dolarów, więcej niż najwyższego budynku świata Burj Khalifa (ok. 1,5 miliarda dolarów).

## Historia
Początkowo projektowany budynek znany był pod nazwą Gazprom Siti, a później Ochta Centr, gdy planowano jego wzniesienie w historycznej dzielnicy Ochta. W wyniku protestów ze strony mieszkańców, a także komitetu UNESCO, inwestor oraz władze miasta zrezygnowały z lokalizacji w pobliżu zabytkowej zabudowy Petersburga, wpisanej na listę światowego dziedzictwa UNESCO. Na miejsce inwestycji wybrano dzielnicę Łachta, oddaloną od centrum miasta około 9 kilometrów. Decyzja ta zapadła w grudniu 2010 roku i zakończyła trwające kilka lat spory dotyczące wpływu inwestycji na panoramę miasta. W nowej lokalizacji projekt zyskał także nową nazwę – Łachta Centr – i został poszerzony o funkcje publiczne, naukowe i kulturalne. Ostatecznie budowa ruszyła w październiku 2012 roku od prac ziemnych i palowania.

## Chronologia prac budowlanych
- marzec 2013 – prace nad stanem zerowym konstrukcji wieżowca, budowa ściany szczelinowej oraz początek palowania terenu budowy[12]
- lipiec 2013 – zakończono sadowienie części 264 pali betonowych o średnicy 2 metrów[13] pod fundament skrzyniowy
- październik 2013 – rozpoczęcie budowy fundamentu skrzyniowego
- kwiecień 2014 – zakończenie budowy wykopu fundamentowego w miejscu przyszłej lokalizacji wysokościowca[14]
- czerwiec 2014 – całkowite zakończenie prac związanych z palowaniem terenu (łącznie wykonano 2080 pali)[13]
- wrzesień 2014 – zakończenie wykopów pod fundamenty wielofunkcyjnego budynku wchodzącego w skład kompleksu
- luty–marzec 2015 – wylewanie dolnej płyty fundamentu skrzyniowego (zużyto 19624 metrów sześciennych betonu)[15]
- czerwiec 2015 – koniec budowy wszystkich kondygnacji podziemnych wieżowca
- wrzesień 2015 – zakończenie wylewania płyty fundamentowej o grubości dwóch metrów, czyli wszystkich prac poniżej poziomu zerowego; budowa pierwszych kondygnacji rdzenia wieżowca
- styczeń 2016 – budowa kolejnych dziesięciu pięter rdzenia
- kwiecień 2016 – budowa rdzenia na kondygnacjach od 22 do 26
- maj 2016 – rozpoczęcie montażu szklanej elewacji (na ukończonych piętrach)
- wrzesień 2016 – budowa rdzenia na kondygnacjach od 46 do 50
- grudzień 2016 – montaż fasady na piętrach od 16 do 18, budowa rdzenia na piętrach od 57 do 61
- luty 2017 – osiągnięcie przez wieżowiec kompleksu Łachta Centr wysokości 260 metrów; budowa pięter od 61 do 67
- kwiecień 2017 – dojście do wysokości 300 metrów; prace na 67 piętrze
- maj 2017 – osiągnięcie 327,6 metra[16]; prace na 78 piętrze[16]
- sierpień 2017 – prace przy montażu iglicy na 83 piętrze
- 6 października 2017 – wieżowiec kompleksu Łachta Centr stał się najwyższym budynkiem w Europie[17], osiągając wysokość 374 metrów i dorównując tym samym Wieży Federacji[17]
- 29 stycznia 2018 – osiągnięcie docelowej wysokości 462 m[18]
- 27 czerwca 2018 – pierwotne uruchomienie obiektu[19]
- 16 października 2018 – oficjalne zezwolenie na użytkowanie[20]